# Macroprotodon abubakeri
Macroprotodon abubakeri — вид змій родини полозових (Colubridae). Мешкає в Північній Африці. Вид названий на честь алжирського натураліста Абубакра Сід-Ахмеда.

## Поширення і екологія
Macroprotodon abubakeri мешкають на північному заході Алжиру та на північному сході Марокко, а також на алжирських островах Хабібас. Можливо, вони зустрічаються в Мелільї. Macroprotodon abubakeri живуть в середземноморських чагарниках. Відкладають яйця.